# Pristimantis espedeus
Espèce
Pristimantis espedeus est une espèce d'amphibiens de la famille des Craugastoridae.

## Répartition
Cette espèce est endémique de l'est du plateau des Guyanes, on l'a rencontre en Guyane, au Brésil et au Suriname .

## Biologie
Cette espèce ne se rencontre que sur les massifs montagneux de plus de 400 m d'altitudes. Elle chante le long des troncs, à la tombée de la nuit, généralement entre 18h30 et 19h. 

## Publication originale
- Fouquet, Martinez, Courtois, Dewynter, Pineau, Gaucher, Blanc, Marty & Kok, 2013 : A new species of the genus Pristimantis (Amphibia, Craugastoridae) associated with the moderately evelated massifs of French Guiana. Zootaxa, no 3750, p. 569–586.